# Perro de playa
Perro de Playa es el segundo disco del grupo rock y pop argentino Man Ray. Fue publicado el 1 de junio de 1991 y cuenta con éxitos como «Caribe Sur», «Sola en los bares» y «Olvídate de Mí» lanzando a la banda a la popularidad. En el álbum cuenta la participación especial de Charly García en teclado y voces. Está considerado en el puesto #99 entre los 100 mejores álbumes del rock argentino por la revista Rolling Stone. 
Con más de 30 mil ejemplares vendidos en 5 meses, consiguió el disco de oro y ocupa el puesto 99 de los 100 mejores discos del rock nacional
Este material cuenta con dos portadas, cuando es grabado en formato vinilo y otro cuando es reeditado en 1992 en CD.

## Grabación
Luego del primer sencillo en 1988, Man Ray recibe una ayuda económica de un seguidor para grabar lo que sería su segundo disco, el cual es el que los llevó al reconocimiento público en Argentina y luego Latinoamérica y Estados Unidos.

## Lista de canciones
El material discográfico originalmente estaba en vinilo, organizado por lados A llegando al track 6 inclusive, y B. Sin embargo en 1992 es reeditado y lanzado al mercado en formato CD respetando el orden original de canciones con dos bonus tracks: «Están rompiendo todo» y «Tierra Sagrada» (con participación de Charly García).

| N.º | Título              | Duración |  |
| 1.  | «Sola en los bares» | 03:03    |  |
| 2.  | «Caribe sur»        | 02:49    |  |
| 3.  | «La maga»           | 04:21    |  |
| 4.  | «Maldito alquiler»  | 02:33    |  |
| 5.  | «La noche anterior» | 02:39    |  |
| 6.  | «El fantasma»       | 03:40    |  |
| 7.  | «Tierra sagrada»    | 03:11    |  |
| 8.  | «Olvídate de mí»    | 02:51    |  |
| 9.  | «Lo imposible»      | 04:05    |  |
| 10. | «En el baldío»      | 05:52    |  |
| 11. | «Perro de playa»    | 04:13    |  |
| 12. | «Al final»          | 02:33    |  |

## Videoclips

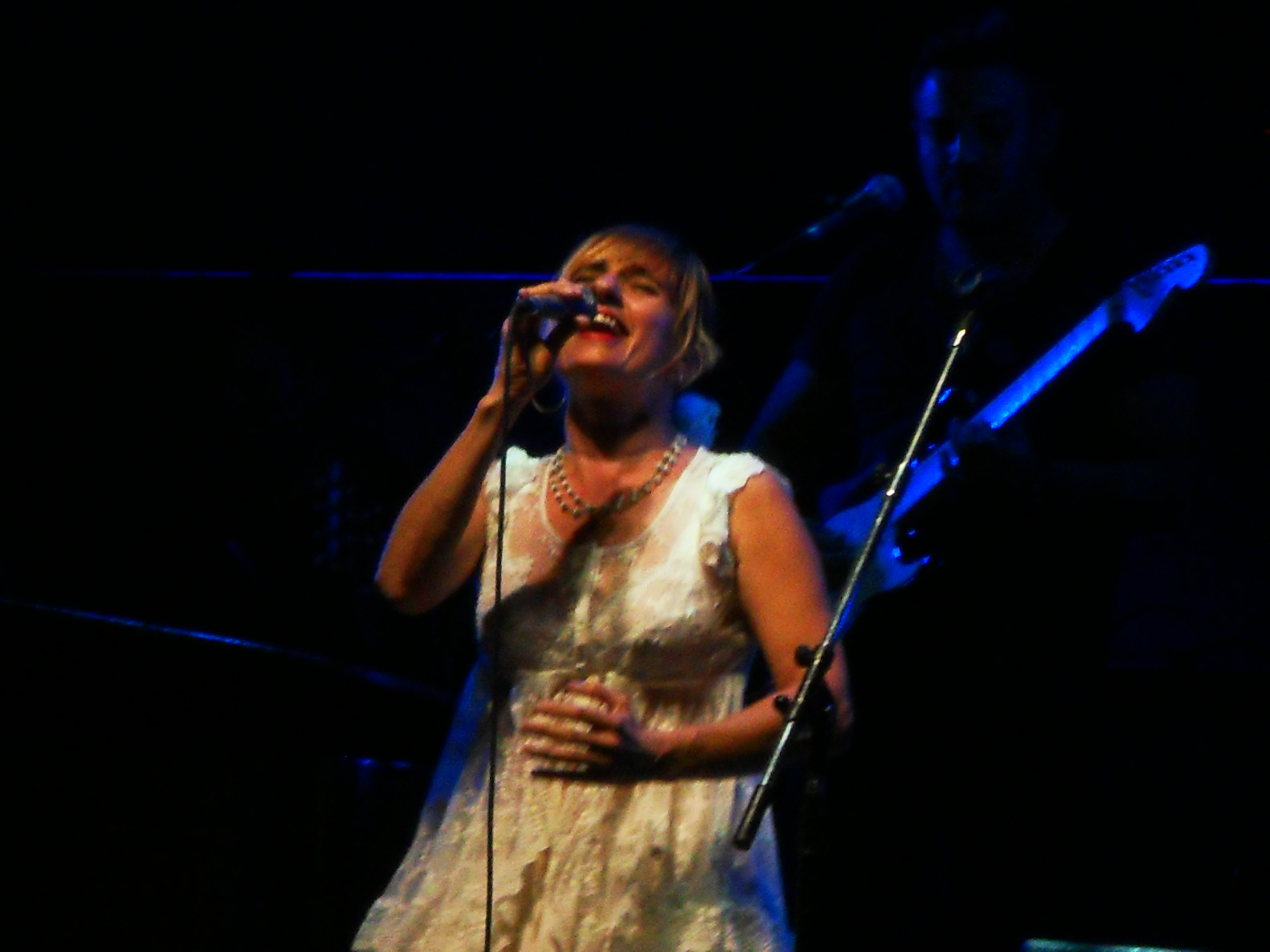
Hilda Lizarazu, principal voz de Man Ray

- Olvídate de mí
- Sola en los baresHilda Lizarazu, principal voz de Man Ray
- Caribe sur

## Músicos
- Hilda Lizarazu: voz
- Tito Losavio: guitarras, coros y teclados
- Gaston Moreira (Gonçalves): bajo
- Pablo Sbaraglia: piano, teclados y órgano
- Eloy Sánchez: batería.

## Invitados especiales
- Charly García
- Fernando Lupano
- Rubén Rada
- Sebastián Schon
- Gonzalo Palacios
- Fabián Von Quintiero
- José Luis "Sartén" Asaresi

## Ficha técnica
- Grabado en Estudios Panda entre marzo y abril de 1991
- Técnico de grabación: Walter Chacon Asistente: Gabriel Alanis Producción: Man Ray y Fernando Lupano, excepto Tierra Sagrada por Charly Fotos: Estudio Rocca *Cherniavsky
- Diseño gráfico: Clota Ponieman & Hilda
- Productor ejecutivo: Jorge González.
- Asistente de Man Ray: Darío Calderón.